# سیارک ۵۰۴۱۳
سیارک ۵۰۴۱۳ (به انگلیسی: 50413 Petrginz، نامگذاری:2000DQ1) پنجاه هزار و چهارصد و سیزدهمین سیارک کشف شده‌است که در ۲۷ فوریه ۲۰۰۰ کشف شد.
این سیارک را به منظور یادبود پتر گینز (Petr Ginz)، نوجوان اهل چکسلواکی با نام Petrginz نامگذاری کردند که در سن ۱۶ سالگی در اردوگاه آشویتس در اتاقک گاز کشته شد.